# Buydash Khan
Buydash Khan (Uziak Khan, Uziaq Khan, Uziag Khan, Ahmed Khan, Uzbeg o Uzbek Khan) fou kan dels kazakhs vers 1533-1538.
Va succeir al seu germà Tagir Khan. Fou una època de confusió sobre qui governava als kazakhs i diversos caps són esmentats, i el principal Ahmed Khan o Uziag Khan que va morir a mans d'Urak Mirza en la lluita contra Seydyak o Seidiak, príncep nogai (vers 1520-1530).
Buydash o Uziaq Khan seria el Uziag o Uziak germà de Yadik (i per tant germà de Kasim Khan) del qual se sap que tenia un fill de nom Bulat Sultan (Bulak Sultan) i que junt amb aquest fill va morir en batalla contra els nogais. Bulat o Bulak seria ancestre d'Abu l-khayr I (II) de l'Horda Petita dels kazakhs (1718 - 1748).
Se sap que vers el 1533 els nogais van expulsar molts kazakhs de les seves estepes (el modern Kazakhstan) però el 1535 els kazakhs haurien derrotat al príncep de Taixkent i poc després als calmucs. Vers el 1537 no obstant el kan nogai Yusuf (1536-1554) va escriure al tsar informant que havia derrotat els kazakhs.
El 1538 apareix al front dels kazakhs Ak Nazar Khan, fill de Kasim Khan.

## Nota
1. ↑  aquest Seidiak es amb seguretat el príncep Seidiak que el 1535 va escriure al tsar Ivan IV Vasilievitx (Ivan el Terrible) on anunciava que els seus veïns se li havien sotmès i que el kan kazakh "Usian Mahmed" vivia amb ell junt als seus 15 fills; aquest Usian seria el mateix que Ahmed Khan o Uziag Khan (o a vegades Uzbeg Khan)